# Eacles penelope
Espèce
Eacles penelope est un lépidoptère appartenant à la famille des Saturniidae.

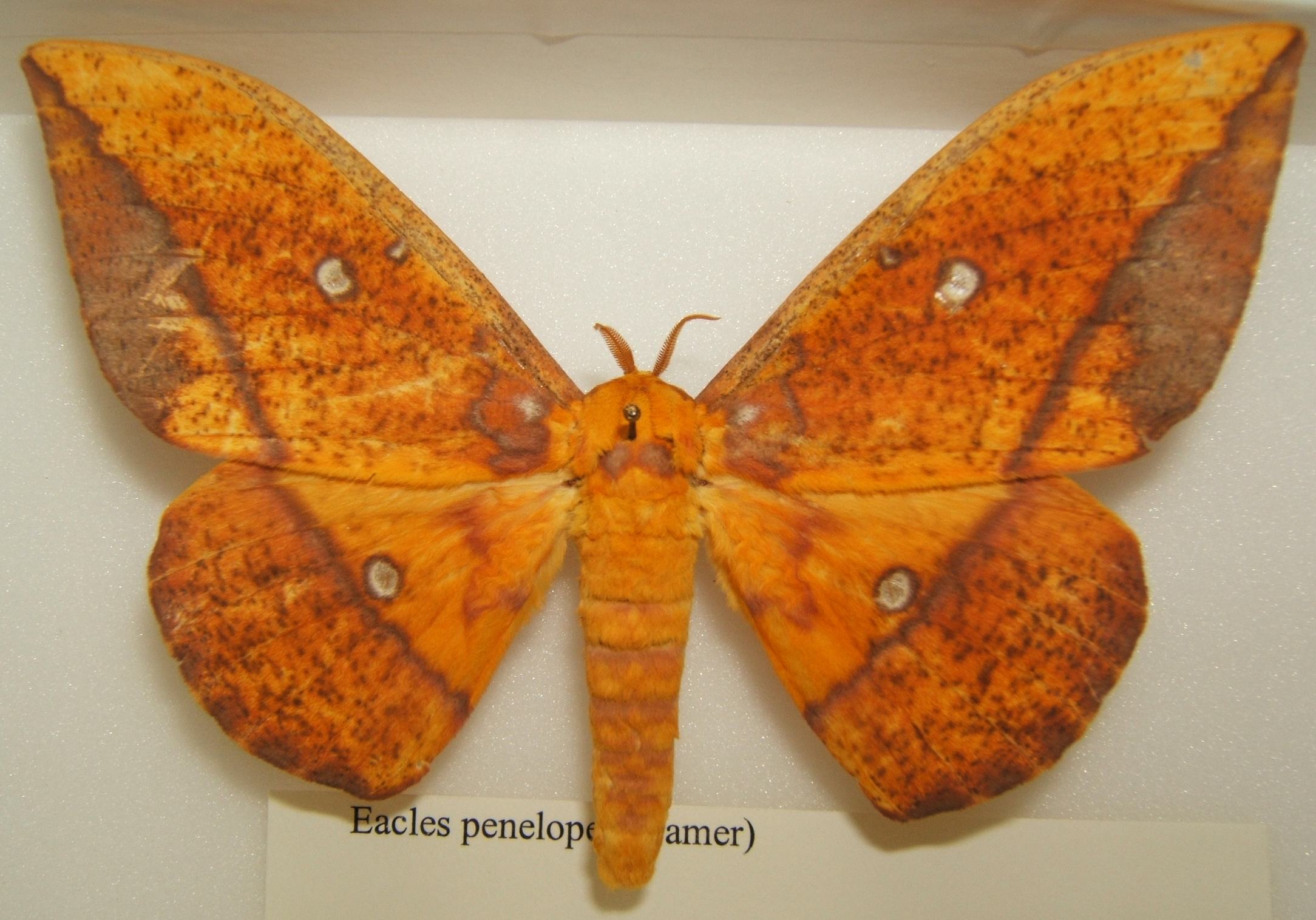
Eacles penelope mâle